# Laura Basuki
Laura Basuki est une actrice et mannequin indonésienne  née le 9 janvier 1988 à Berlin. Elle remporte l'Ours d'argent de la meilleure performance de second rôle lors des Berlinale 2022 pour son rôle dans Nana.